# Amatitlania kanna
Espèce
Statut de conservation UICN

 NE  : Non évalué
Amatitlania kanna est une espèce de poissons d'eau douce de la famille des Cichlidae (ordre des Cichliformes).

## Répartition
Ce poisson se rencontre au Costa Rica et au Panama.

## Description
Amatitlania kanna peut mesurer jusqu'à 83 mm, queue non comprise.
À ne pas confondre avec Amatitlania nigrofasciata.

## Aquariophilie
Il est impératif de maintenir cette espèce seule ou en compagnie de poissons n'appartenant pas au genre Amatitlania de manière à éviter tout croisement.

## Systématique
Le nom valide complet (avec auteur) de ce taxon est Amatitlania kanna Schmitter-Soto (d), 2007.
Amatitlania kanna a pour synonymes invalides : 
- Archocentrus nigrofasciatus (non Günther, 1867)
- Cryptoheros nigrofasciatus (non Günther, 1867)

### Étymologie
Son épithète spécifique, du grec ancien κάννα, kanna, « roseau », fait référence au río Cañaveral (rivière du Panama localité type de cette espèce) dont le nom signifie « roselière ».

### Publication originale
- (en) J. J. Schmitter-Soto, « A systematic revision of the genus Archocentrus (Perciformes: Cichlidae), with the description of two new genera and six new species », Zootaxa, Auckland, no 1603,‎ septembre 2007, p. 1-78 (ISSN 1175-5326, e-ISSN 1175-5334, DOI 10.11646/zootaxa.1603.1.1).